# Ethel Krauze
Ethel Krauze (Ciudad de México, 14 de junio de 1954) es una escritora y presentadora de televisión mexicana.

## Biografía
Ethel Kolteniuk Krauze nació en 1954 en la Ciudad de México, hija de la filósofa polaca Rosa Krauze Pacht y el médico ruso Luis Kolteniuk Talesnik, ambos judíos. Tiene una hermana Berta Kolteniuk y un hermano Miguel. Es prima del escritor Enrique Krauze.
Cursó sus estudios de lengua y literatura hispánicas en la Universidad Nacional Autónoma de México (UNAM). Tiempo después, fungió como conductora del programa Cara al Futuro transmitido por Canal Once-TV México. Suele colaborar en periódicos de circulación nacional como El Universal y Excélsior.
Su novela Infinita (1992) fue una de las primeras en hablar abiertamente del lesbianismo y se le considera un hito dentro de la literatura homosexual de México.

## Obra
Entre sus obras más notables están:
- Intermedio para mujeres. Editorial Océano (1982)
- Para cantar. (1984)
- Donde las cosas vuelan (1985)
- El lunes te amaré (1987)
- Canciones de amor antiguo (1988)
- Ha venido a buscarte (1989)
- Entre la cruz y la estrella (1990)
- Cómo acercarse a la poesía (1992)
- Infinita (1992)
- Mujeres en Nueva York (1992)
- Juan (1994)
- Houston (1996)
- Amoreto (1999)
- El secreto de la infidelidad (2000)
- Desnudando a la musa: ¿qué hay detrás del talento literario? (2011)
- Todos los hombres (2012)
- El país de las mandrágoras (2016)
- Samovar (Alfaguara, 2023)